# 许振嘉
许振嘉（1929年—2012年），原名许振家，男，广东新会人，中国半导体物理学家，曾任中国科学院半导体研究所研究员、博士生导师，